# Copa Colsanitas 1999
Il Copa Colsanitas 1999 è stato un torneo di tennis giocato sulla terra rossa.
È stata la 2ª edizione del torneo, che fa parte della categoria Tier IVa nell'ambito del WTA Tour 1999.
Si è giocato al Club Campestre El Rancho di Bogotà in Colombia, dal 15 al 21 febbraio 1999.

## Campionesse

### Singolare
Fabiola Zuluaga ha battuto in finale  Christína Papadáki con il punteggio di 6–1, 6–3

### Doppio
Seda Noorlander /  Christína Papadáki hanno battuto in finale  Laura Montalvo /  Paola Suárez con il punteggio di 6–4, 7–6